# Constantin Diplan
Constantin Diplan nume real Constantin Tiplan (n. 10 mai 1937, București) este un actor român. Studii la Institutul de Artă Teatrală și Cinematografică din București (promoția 1962). Activitate teatrală la Teatrul Național din București. După revoluția din 1989, emigrează în SUA și locuiește în Montgomery Village, Montgomery County, statul american Maryland. A revenit ocazional în țară pentru a lucra la unele proiecte cinematografice, cum ar fi filmele “Oglinda” (1993) și “Călătorie de neuitat” (1994).

## Piese de teatru
- Actorul din Hamlet
- Agachi Flutur
- Cafeneaua anului 1900
- Mărgeluș
- Comoara din deal
- Cu toată dragostea
- Inspectorul broaștelor
- Mușcata din fereastră
- Neguțătorul din Veneția
- Sherlock Holmes și cei șase napoleoni
- Toboganul
- Seducătorul
- Un cuib de nobili
- Cartea lui Iovița

## Filmografie
- Ultima noapte a copilăriei (1968)
- Originea și evoluția vehiculelor (1973)
- Păcală (1974)
- Doi ani în vacanță (1974)
- Stejar – extremă urgență (1974)
- Zile fierbinți (1975)
- Pirații din Pacific (1975)
- Cursa (1975)
- Instanța amînă pronunțarea (1976)
- Pintea (1976)
- Gloria nu cîntă (1976)
- Bunicul și doi delincvenți minori (1976)
- Tufă de Veneția (1977)
- Iarna bobocilor (1977)
- Avaria (1978)
- Muntele alb (1978)
- E-atît de-aproape fericirea (1978)
- Pentru patrie (1978)
- Un om în loden (1979)
- Inspectorul broaștelor (1979)
- Comoara din deal (1980)
- Rețeaua S (1980)
- La răscrucea marilor furtuni (1980)
- Dragostea mea călătoare (1980)
- Detașamentul „Concordia” (1981)
- De ce trag clopotele, Mitică? (1981)
- Rămîn cu tine (1982)
- Destine romantice (1982)
- Prea tineri pentru riduri (1982)
- Amurgul fîntînilor (1983)
- Miezul fierbinte al pîinii (1983)
- Buletin de București (1983)
- Un petic de cer (1984)
- Zbor periculos (1984)
- Eroii nu au vîrstă (1984)
- Amurgul fîntînilor (1984)
- Fata din strada Florilor (1984)
- Raliul (1984)
- Clipa de răgaz (1985)
- Declarație de dragoste (1985)
- Racolarea (1985)
- Vară sentimentală (1986) - tractoristul Vasile Abrudan
- Noi, cei din linia întâi (1986) - căpitan medic român (nemenționat)
- O clipă de ragaz (1986)
- Punct... și de la capăt (1987)
- Cuibul de viespi (1987)
- Secretul lui Nemesis (1987)
- Călătorie de neuitat (1988)
- Duminică în familie (1988)
- Fiul stelelor (1988) - voce
- Momentul adevărului (1989)
- Șobolanii roșii (1990)
- Cu toată dragostea (1990)
- Harababura (1991)
- Telefonul (1992)
- Începutul adevărului (Oglinda) (1994)